# Paphinia benzingii
Paphinia benzingii là một loài thực vật có hoa trong họ Lan. Loài này được Dodson & Neudecker mô tả khoa học đầu tiên năm 1990.